# Zhuanxu
Zhuanxu (chino: trad. 顓頊, simp. 颛顼, pinyin Zhuānxū), también conocido como Gao Yang (t 高陽, s 高阳, p Gāoyáng), era un emperador mitológico de China antigua.
En la cuenta tradicional grabada por Sima Qian, Zhuanxu era un nieto del Emperador Amarillo quién dirigió el Shi clan hacia el este, al actual Shandong, donde con a través de matrimonios con el Dongyi el clan se amplió y aumentó sus influencias tribales.

## Ámbito familiar
Zhuanxu Era el nieto del Emperador Amarillo y su mujer Leizu por parte de padre. Su madre estuvo nombrada Changtsu según Sima Qian.
Zhuanxu fue posteriormente reconocido como un antepasado de muchas de las dinastías de historia china, incluyendo el Mi de Chu y Yue, el Yíng de Qin, y el Cao de Wei.